# Never Say Never: The Remixes
Never Say Never: The Remixes je druhé remixové album zpěváka Justina Biebera. Album bylo vydáno 14. února 2011, tedy, jen pár dní po světové premiéře biografického 3D-snímku populárního zpěváka Never Say Never a vlastně se dá nazvat i soundtrackem k tomuto filmu. Ve skladbách hostují například Kanye West, Chris Brown, Miley Cyrus, Usher nebo Rascal Flats. Album je poskládáno z remixů písniček z dokumentárního filmu Justin Bieber: Never Say Never, pouze píseň Born To Be Somebody je zcela nová.

## Seznam skladeb
1. „Never Say Never“ feat. Jaden Smith
2. „That Should Be Me“ feat. Rascal Flatts
3. „Somebody to Love“ feat. Usher
4. „Up“ feat. Chris Brown
5. „Overboard (Live)“ feat. Miley Cyrus
6. „Runaway Love (Kanye West Remix)“ feat. Kanye West a Raekwon
7. „Born to Be Somebody“